# Roman du dictateur

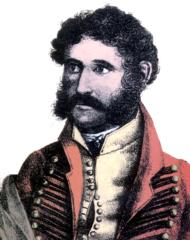
Juan Facundo Quiroga

Le roman du dictateur (en espagnol : novela del dictador) est un sous-genre narratif caractéristique de la littérature hispano-américaine qui aborde la constante historique des dictatures militaires dans les pays hispano-américains. Centré essentiellement sur le thème du Caudillo, homme fort charismatique et autoritaire, ce type de roman examine la relation entre le pouvoir, la dictature et la littérature. Il peut également se présenter comme l'allégorie du rôle joué par l'auteur latino-américain dans une société dirigée autoritairement.
Bien que principalement associé au boom latino-américain des années 1960 et 1970, ses racines sont à trouver dans le roman Facundo (1845) de Domingo Faustino Sarmiento. Critique indirecte du régime dictatorial de l’argentin Juan Manuel de Rosas, à travers la figure de Juan Facundo Quiroga, ce livre est considéré comme le précurseur du roman du dictateur. Établi dès les premiers écrits de Sarmiento, le but de ce genre narratif n’est pas de disséquer ou d’analyser le règne de tel ou tel dictateur d’un point de vue historique, mais d’examiner plus abstraitement l’autorité en général comme ces différentes figures.
Les principales caractéristiques du roman du dictateur sont :
- Des thèmes politiques forts rendant compte d’une situation historique donnée.
- L’examen critique du pouvoir détenu par une figure autoritaire,
- L’utilisation du particulier pour expliquer le général.

Tandis que certains romans du dictateur se concentrent sur la figure historique d’un dictateur particulier (quoique souvent fictionnalisée), ils ne se livrent pas à une analyse économique, politique ou institutionnelle, à la manière des historiens, des régimes qu’ils observent. Parmi ce type de romans, on compte Moi, le Suprême, d’Augusto Roa Bastos (à propos du dictateur paraguayen Francia), et La Fête au bouc, du Prix Nobel de littérature 2010 Mario Vargas Llosa (sur le dominicain Trujillo). Par ailleurs, ces romans peuvent aussi mettre en scène des personnages créés de toutes pièces, comme le protagoniste de Le Recours de la méthode, d’Alejo Carpentier.